# Berkuleika
Berkuleika (en rus: Беркулейка) és un poble (un possiólok) de l'óblast d'Uliànovsk, a Rússia, que el 2010 tenia 61 habitants. Pertany al districte municipal de Kuzovàtovo.